# Deep Fusion
Deep Fusion（ディープ フュージョン）とは、iOS 13.2からサポートされている、写真の画質改善に関わるソフトウェアである。iPhone 11シリーズ以降であれば利用することができる。ただし、この機能をユーザーが手動で有効化、無効化するトグルは用意されておらず、iPhoneの照度センサーが自動で使用するか否か判断するようになっている。

## メカニズム
まず、短時間露光の4枚と標準の4枚、そして長時間露光の1枚を加えた計9枚の画像を合成することで1枚の高画質な写真を生成する。また、ただ合成するだけでなく、Neural Engineにより機械学習の成果が反映され、肌は肌らしく、服地は服地らしく、特性を生かして最適化される。質感や細部の調整はピクセル単位で行われ、ノイズリダクションも行われるため、写真の表現力が向上する。
またiPhone 14シリーズ以降では、搭載されているPhotonic Engineを用いて圧縮される前の画像に直接Deep Fusionを適用し、より高品質な写真の撮影を実現している。
広角レンズの場合、iPhoneの照度センサーが通常の明るさだと判断した場合はスマートHDRを、暗いと判断した場合にはナイトモードを使用するが、センサーがそれらの中間の明るさだと判断した場合にこの機能が使われるようになっている。望遠レンズで撮影する際には、基本的にDeep Fusionが用いられるが、超広角レンズで撮影する場合にはこの機能を使うことができない。そのためiPhone 11シリーズ以降で利用できる、超広角カメラを用いる機能の「フレームの外側を表示」が設定されていた場合、この機能は必然的に使えなくなる。なお、iPhone 12 Proシリーズ以降のProモデルでは、ProRAWフォーマットとの併用ができる。
ユーザーが当機能を有効化、無効化するスイッチは存在しないが、前述の通り、超広角カメラではこの機能を利用できないという点を利用して設定から「フレームの外側を表示」というトグルをオンにすることで間接的に無効化することができる 。ただし、有効化する方法については、照度センサーを用いて自動的に利用するか否か判断するという性質上存在しない。
また、カメラを使用中、この機能が有効になってもユーザーが分かるようなインジケーターは表示されず、撮った写真がこの機能が適用されたものであっても何かしらの表示があるわけではなく、EXIFデータに記録もなされない。

## 対応製品
iPhone SE (第2世代)を除くiPhone 11シリーズ以降の機種で、かつiOS 13.2以上であれば利用できる。
- iPhone 11
- iPhone 11 Pro
- iPhone 11 Pro Max
- iPhone 12 mini
- iPhone 12
- iPhone 12 Pro
- iPhone 12 Pro Max
- iPhone 13 mini
- iPhone 13
- iPhone 13 Pro
- iPhone 13 Pro Max

- iPhone 14[7]
- iPhone 14 Plus[8]
- iPhone 14 Pro[9]
- iPhone 14 Pro Max[10]
- iPhone 15
- iPhone 15 Plus
- iPhone 15 Pro
- iPhone 15 Pro Max

- iPhone SE (第3世代)[11]

A12 bionicにもNeural Engineが搭載されているが、A13 bionic以降のチップに搭載されたNeural Engineを利用する機能であるので、iPhone XS/XS Max、iPhone XRでは利用できない。